# Carollia perspicillata
Carollia perspicillata là một loài động vật có vú trong họ Dơi mũi lá, bộ Dơi. Loài này được Linnaeus mô tả năm 1758.

## Hình ảnh

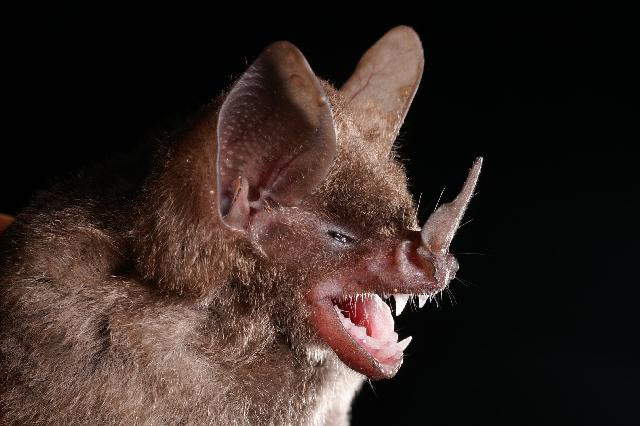
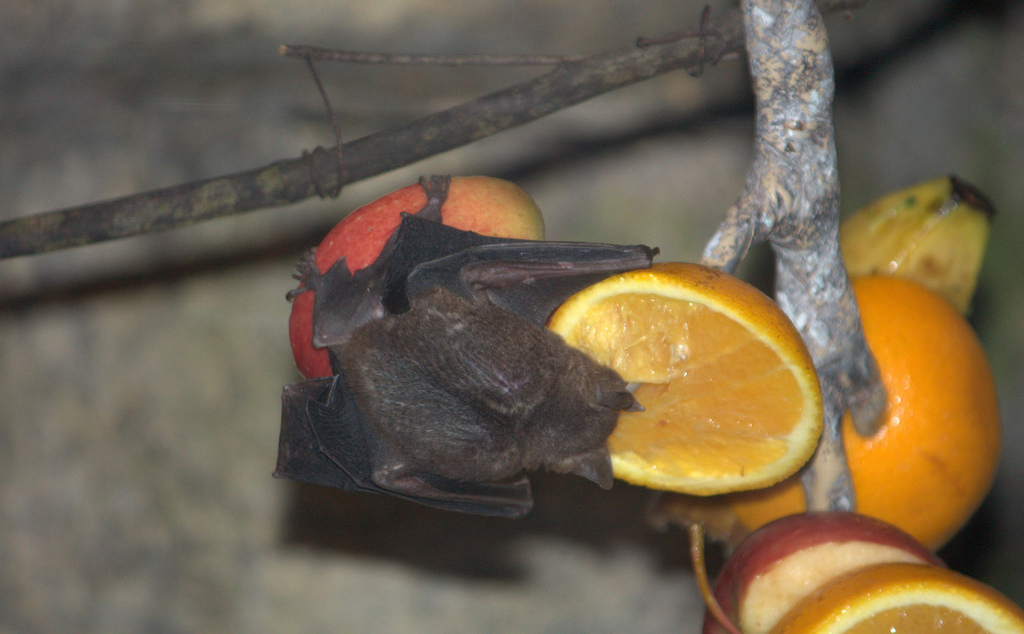